# Мохти-Смок
Мохти-Смок (пол. Mochty-Smok) — село в Польщі, у гміні Закрочим Новодворського повіту Мазовецького воєводства.
Населення — 133 особи (2011).
У 1975-1998 роках село належало до Варшавського воєводства.

## Демографія
Демографічна структура станом на 31 березня 2011 року:
|          | Загалом | Допрацездатний вік | Працездатний вік | Постпрацездатний вік |
| -------- | ------- | ------------------ | ---------------- | -------------------- |
| Чоловіки | 61      | 10                 | 45               | 6                    |
| Жінки    | 72      | 14                 | 37               | 21                   |
| Разом    | 133     | 24                 | 82               | 27                   |